# Lila Oliver Asher
Lila Oliver Asher (Philadelphia, 15 de noviembre de 1921 - 11 de febrero de 2021) fue una artista estadounidense, educadora y viajera empedernida.

## Biografía
Lila Oliver Asher nació en Filadelfia, Pensilvania. Allí estudió con Joseph Grossman, Frank B.A. Linton y en la Fleischer Memorial Art School. También fue alumna del profesor Gonippo Raggi y obtuvo una beca de cuatro años en la actual Universidad de las Artes.
Se trasladó a Washington D. C. en 1946 y estableció un estudio de pintura, escultura y grabado. Fue profesora de arte a nivel universitario desde 1947, como instructora en el Departamento de Arte de la Universidad Howard 1947-51, en el Wilson Teachers College 1953-54, volviendo a la Universidad Howard en 1961, ascendiendo a profesora asistente en 1964, a profesora asociada en 1966 y a profesora titular en 1971. Fue nombrada profesora emérita de la Universidad Howard al retirarse de la enseñanza en 1991, y siguió trabajando en su estudio produciendo obras hasta su muerte en febrero de 2021.
Durante la Segunda Guerra Mundial, fue voluntaria de U.S.O. Camp Shows, y realizó aproximadamente 3.600 bocetos a carboncillo de miembros de las Fuerzas Armadas de los Estados Unidos. Posteriormente publicaría el libro Men I Have Met in Bed, en el que relata historias de los militares hospitalizados que conoció mientras viajaba con el Programa de Dibujo de Hospitales de la O.S.U. (1943-1946). Los artistas de este programa viajaban a los hospitales militares y pasaban una semana en cada uno de ellos.
Estuvo como artista invitada por la ciudad de Wolfsburg, Alemania, viviendo y trabajando en el Castillo de Wolfsburg.